# Parafia św. Katarzyny w Lipowej
Parafia świętej Katarzyny w Lipowej – rzymskokatolicka parafia w Lipowej, należąca do dekanatu Prudnik w diecezji opolskiej.
24 sierpnia 2023 proboszczem parafii został mianowany ks. Marcin Utzig.